# 基輔老城

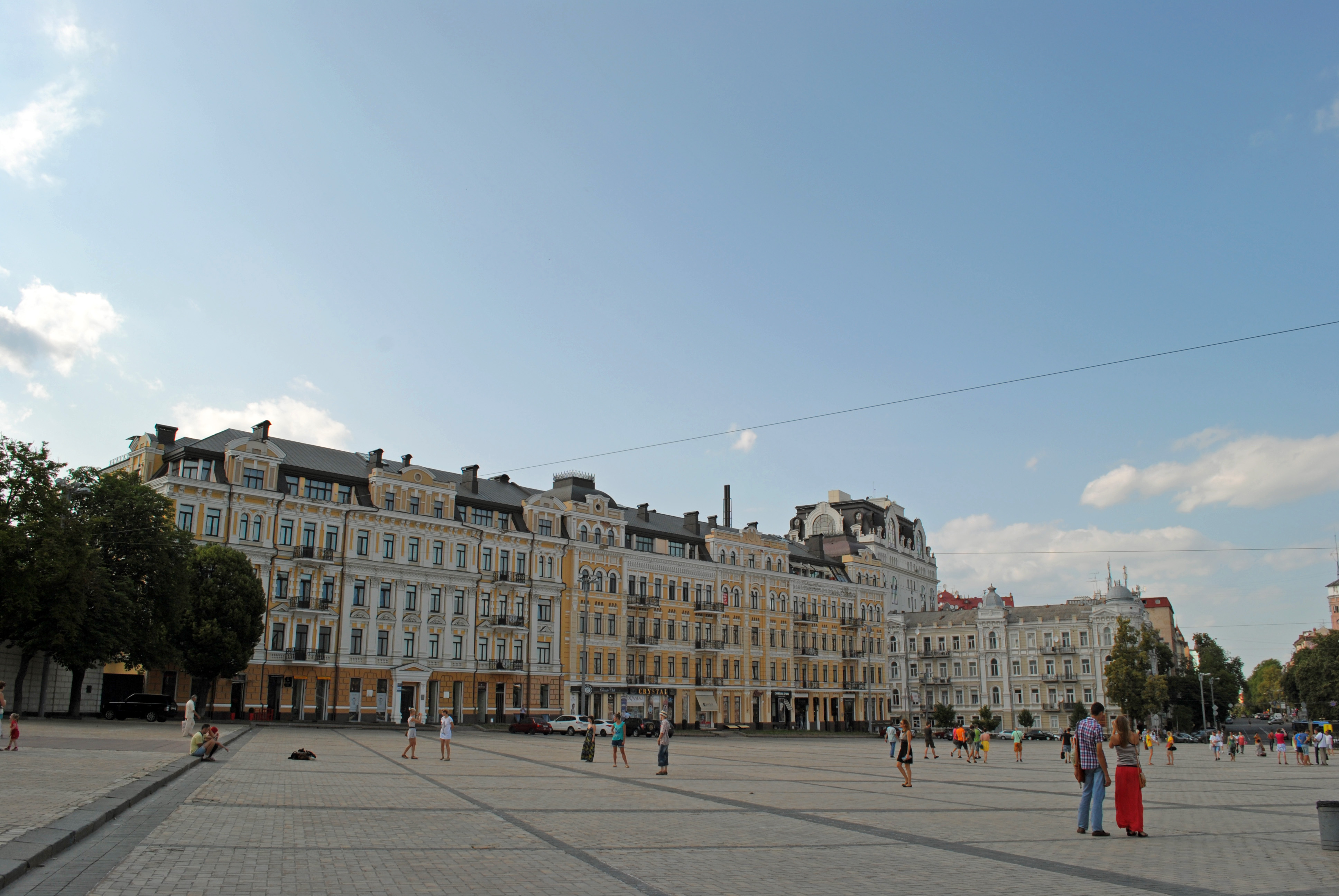
聖索菲亞廣場

基輔老城（羅馬化：Staryi Kyiv）是基輔的一個地區，又稱上城區。基輔老城位於舍甫琴科區的東部，和其對比的是下城波迪爾區。基輔老城的歷史開始於6世紀，在9至10世紀時面積只有約2公頃，後被蒙古人破壞。之後基輔的中心轉移到波迪爾區。

## 外部連結
- Kiev Encyclopedia （页面存档备份，存于）. WEK.
- Old Towne. From the Church of Tithe to the Yaroslav's motte.
- Старий Київ （页面存档备份，存于）

50°27′30″N 30°30′58″E / 50.45833°N 30.51611°E